# Sergio Bueno
Sergio Bueno Rodríguez (nació el 4 de julio de 1962 en Colima), es un exfutbolista, entrenador y directivo mexicano.
Actualmente es dueño y entrenador de Caimanes de Colima de la Segunda División de México.

## Trayectoria

### Futbolista
| Club         | País   | Año       |
| ------------ | ------ | --------- |
| Coyotes Neza | México | 1983-1988 |
| Atlante      | México | 1988-1989 |
| Querétaro FC | México | 1990-1991 |
| Morelia      | México | 1991-1992 |
| Querétaro FC | México | 1992-1994 |
| Veracruz     | México | 1994-1995 |
| Celaya       | México | 1995-1996 |
| Club Puebla  | México | 1996-1997 |

### Entrenador
| Club                | País   | Año           |
| ------------------- | ------ | ------------- |
| Celaya              | México | 2001-2002     |
| Club Santos Laguna  | México | Apertura 2002 |
| Jaguares de Chiapas | México | Clausura 2003 |
| Atlas               | México | 2003-2005     |
| Atlante             | México | Apertura 2005 |
| Morelia             | México | Clausura 2006 |
| Club León           | México | 2007-2008     |
| Club Santos Laguna  | México | 2009          |
| Veracruz            | México | Apertura 2010 |
| Club Necaxa         | México | Clausura 2011 |
| Club Puebla         | México | Apertura 2011 |
| San Luis FC         | México | Clausura 2012 |
| Querétaro           | México | 2012-2013     |
| Jaguares de Chiapas | México | 2013-2015     |
| Cruz Azul           | México | Apertura 2015 |
| Jaguares de Chiapas | México | 2016-2017     |
| Atlante             | México | Clausura 2018 |
| Colima Fútbol Club  | México | 2024-Act.     |

Durante los torneos Verano 1999, Invierno 1999, Verano 2000, Invierno 2000 y Verano 2001, fue auxiliar de Rubén Omar Romano en Celaya y Tecos (Temporada 2000-2001).
Como entrenador tiene como una de sus mayores influencias el llamado Lavolpismo. Ha dirigido a: Celaya, Club Santos Laguna, Jaguares de Chiapas, Atlas, Atlante, Morelia, Club León (en Primera División 'A'), Veracruz, Club Necaxa, Club Puebla, San Luis FC, Querétaro FC y Cruz Azul.

#### Celaya
Asistente
Fue auxiliar de Rubén Omar Romano durante tres torneos (Verano 1999, Invierno 1999 y Verano 2000).
Asistió a Miguel Ángel López, del 4 de agosto al 29 de septiembre de 2001, durante las 9 Jornadas que el "Zurdo" dirigió en el torneo Invierno 2001.
Director técnico
Tras el cese del "Zurdo" López, Bueno tomó las riendas del Celaya; debutó en la Jornada 12, en el triunfo de 5-2 ante Morelia en el Estadio Miguel Alemán Valdés.
Celaya finalizó el Invierno 2001 en la posición número 16 de la tabla general al sumar 19 puntos.
En el Verano 2002, los Toros repitieron en el puesto, pero sumando 20 unidades y en la tabla de cocientes finalizaron en el sitio 18, condenando al Club León (último lugar) a jugar la promoción por la permanencia en la Primera División ante Veracruz (Subcampeón de Primera División 'A' Temporada 2001-2002).
El plantel de Celaya que logró la salvación estaba conformado –entre otros– por:
Emmanuel González, Omar "Gato" Ortiz, Félix Fernández, Salvador Vaca, Nicolás Ramírez, Agustín Morales, Jaime Ruiz, Jaime Lozano, José Damasceno "Tiba", Javier Manjarín, Diego Latorre y Everaldo Begines.

#### Santos
Primera etapa
Después de salvar al Celaya del descenso, Sergio Bueno llegó al conjunto lagunero tras la salida de Fernando Quirarte.
Bueno dirigió las primeras 7 Jornadas del Apertura 2002, con marca de 1 triunfo, 1 empate y 5 derrotas, siendo estas de manera consecutiva, lo que llevó a la directiva a prescindir de sus servicios.
Segunda etapa
El 26 de marzo de 2009, Alejandro Irarragorri presentó a Sergio Bueno (llegó acompañado de Eduardo Rergis, Francisco Rottlán –auxiliares técnicos– y Alberto Pedraza –preparador físico–) como nuevo timonel de los Alviverdes. 
Club Santos Laguna perdió el juego de vuelta en las semifinales (Estadio Olímpico Andrés Quintana Roo 3-1) del Torneo Concacaf Liga Campeones 2008-09 y además, no accedió a la liguilla del Clausura 2009.
En el siguiente semestre, en el Apertura 2009, Santos finalizó en el puesto número 6 de la tabla general, al sumar 27 unidades. En la liguilla, Morelia eliminó a los Guerreros en 4tos. de final.
El 2 de diciembre de 2009, fue cesado. 

#### Chiapas
Primera etapa
El 13 de marzo de 2003, Sergio Bueno fue presentado como nuevo entrenador de Jaguares de Chiapas en lugar del chileno Jorge Garcés, para lo que restaba del Clausura 2003. 
Al frente de los Naranjas, obtuvo 3 triunfos, 2 empates y 5 derrotas, logrando la permanencia del club en la Primera División. Al no llegar a un acuerdo con la directiva para dirigir el Apertura 2003, salió del equipo.
Segunda etapa
De cara al Apertura 2013, fue contratado para dirigir el destino de Chiapas, teniendo nuevamente como prioridad librar el descenso, meta que cumplió sin mayor problema y logrando un buen desempeño, a pesar de contar con planteles modestos.
Condujo al cuadro felino a la liguilla del Apertura 2014 (el club no accedía a la fiesta grande desde el Clausura 2012). En 4tos. de final, los Diablos Rojos del Toluca dejaron fuera a Chiapas tras empatar 2-2 –avanzando por mejor posición en la tabla general– (Estadio Víctor Manuel Reyna 1-1 y Estadio Nemesio Díez 1-1). 
En el siguiente semestre, pero en Copa México, llevó a Chiapas a semifinales (perdió 2-1 ante las Chivas Rayadas del Guadalajara), con marca de 5 triunfos, 0 empates y 3 derrotas.
Al concluir el Clausura 2015, Sergio Bueno salió de la institución.
Tercera etapa
El 19 de septiembre de 2016, se anunció su regreso al timón de Jaguares en sustitución del entrenador guaraní José Saturnino Cardozo. 
El sábado 6 de mayo de 2017, se consumó el descenso del equipo chiapaneco a la Liga de Ascenso de México. 
Sergio Bueno, es el entrenador que en más ocasiones dirigió a Jaguares de Chiapas, contabilizando 140 partidos (liga, liguilla y Copa México).

#### Atlas
El 19 de septiembre de 2003, fue presentado como el nuevo director técnico de los Rojinegros del Atlas, en sustitución de Fernando Quirarte.
En su debut, Atlas venció 6-1 a Irapuato, en el césped del Estadio Jalisco.
Al concluir el Apertura 2003, los Zorros quedaron en la posición número 18 (de 20).
En el Clausura 2004, Atlas finalizó en el puesto número 7 de la tabla general. En la liguilla, UNAM eliminó a los Rojinegros en 4tos. de final.
En el siguiente semestre, Apertura 2004, Atlas quedó en la posición número 4 de la tabla general al sumar 31 unidades. En la liguilla, se enfrentó al Guadalajara en 4tos. de final; en el juego de ida, Atlas ganó 0-1 y en la vuelta, empataron a tres tantos. En semifinales, UNAM eliminó al conjunto Rojinegro.
Fue despedido el 17 de abril de 2005, luego de dirigir 13 Jornadas del Clausura 2005. 

#### Atlante
Primera etapa
El 19 de septiembre de 2005, Sergio Bueno fue presentado por José Antonio García, Presidente del Club, como nuevo Director Técnico de los Potros de Hierro en sustitución de José Guadalupe Cruz, quien renunció por los malos resultados obtenidos en las primeras 8 Jornadas del Apertura 2005. 
Segunda etapa
El 13 de noviembre de 2017, la directiva del Atlante anunció que Sergio Bueno sería el nuevo entrenador del Club de cara al siguiente semestre.
Condujo a los Potros de Hierro, a la liguilla del Clausura 2018. En 4tos. de final, los Leones Negros de la U. de G. eliminaron al Atlante, por marcador global de 4-2 (Estadio Olímpico Andrés Quintana Roo 2-0 y Estadio Jalisco 4-0).
El 23 de mayo de 2018, se dio a conocer su salida de la institución.

#### León
El 29 de diciembre de 2006, el Club León presentó a Sergio Bueno como su entrenador, en sustitución de Juan Carlos Chávez. 
Al concluir el Clausura 2007, el conjunto Esmeralda finalizó en la posición número 5 (de 24) de la tabla general. En la liguilla, en 4tos. de final derrotó a Cruz Azul Hidalgo, en semifinales eliminó a Club Puebla y en la final, Dorados de Sinaloa venció 5-4 al León (Estadio Nou Camp 3-1 y Estadio Carlos González y González 4-1).
En el siguiente semestre, el León quedó en la primera posición de la tabla al contabilizar 40 puntos. En la liguilla, en 4tos. de final venció a Club Tijuana y en semifinales perdió ante Indios.
Al finalizar el Clausura 2008, los Panzas Verdes se ubicaron en la segunda posición de la tabla general al realizar 33 puntos. En la liguilla, en 4tos. de final vencieron a Cruz Azul Hidalgo, en semifinales a Alacranes de Durango y en la final, se impusieron a Dorados de Sinaloa (Estadio Nou Camp 2-2 y Estadio Carlos González 0-1).
Al obtener el título, el León disputó la Final de Ascenso 2007-08 ante Indios, para determinar al equipo que ascendería a la Primera División de México. En el juego de ida, celebrado en el Estadio Olímpico Benito Juárez, Indios ganó 1-0 (gol de Carlos Casartelli); en tanto que en el encuentro de vuelta, en el Estadio Nou Camp, empataron 2-2. Indios de Ciudad Juárez se llevó la serie y accedió al Máximo Circuito. 
Salió del equipo el 30 de junio de 2008.

#### Cruz Azul
El 8 de junio de 2015, la directiva de la Máquina presentó a Sergio Bueno como su nuevo estratega, a pesar de las críticas que se habían hecho alrededor de su posible llegada. 
En su debut al frente de la Máquina Celeste, perdió 0-3 ante Morelia en el Estadio Azul. 
El 29 de septiembre, Agustín Manzo (Director Deportivo del Club), anunció la salida de Bueno y el nombramiento de Joaquín Moreno (D.T. del cuadro Sub-20), como entrenador interino. 
Su paso por el Cruz Azul fue corto al dirigir 10 encuentros en la Liga y 6 más en la Copa México, con un saldo total de 7 victorias, 1 empate y 8 derrotas (6 de estas en Liga), lo que propició su salida.

## Palmarés

### Entrenador
Campeonato nacional
| Categoría            | Título        | Club      | País              |
| -------------------- | ------------- | --------- | ----------------- |
| Primera División 'A' | Clausura 2008 | Club León | Bandera de México |